# Juan Carlos Cabrera
Juan Carlos Cabrera, född 9 november 1991, är en mexikansk roddare.
Cabrera tävlade för Mexiko vid olympiska sommarspelen 2016 i Rio de Janeiro, där han slutade på 8:e plats i singelsculler.